# Beleg van Oudenaarde
Het Beleg van Oudenaarde, was tijdens de Tachtigjarige Oorlog een belegering op de stad Oudenaarde gelegen in graafschap Vlaanderen (destijds onderdeel van de Habsburgse Nederlanden) vanaf 19 april 1582, door Parma. Ondanks hevig verzet tegen de inname bleken de Staatsen niet in staat om Oudenaarde een ontzet aan te bieden, waarna de stad op 5 juli bij verdrag weer overging in Spaanse handen.

## Aanloop

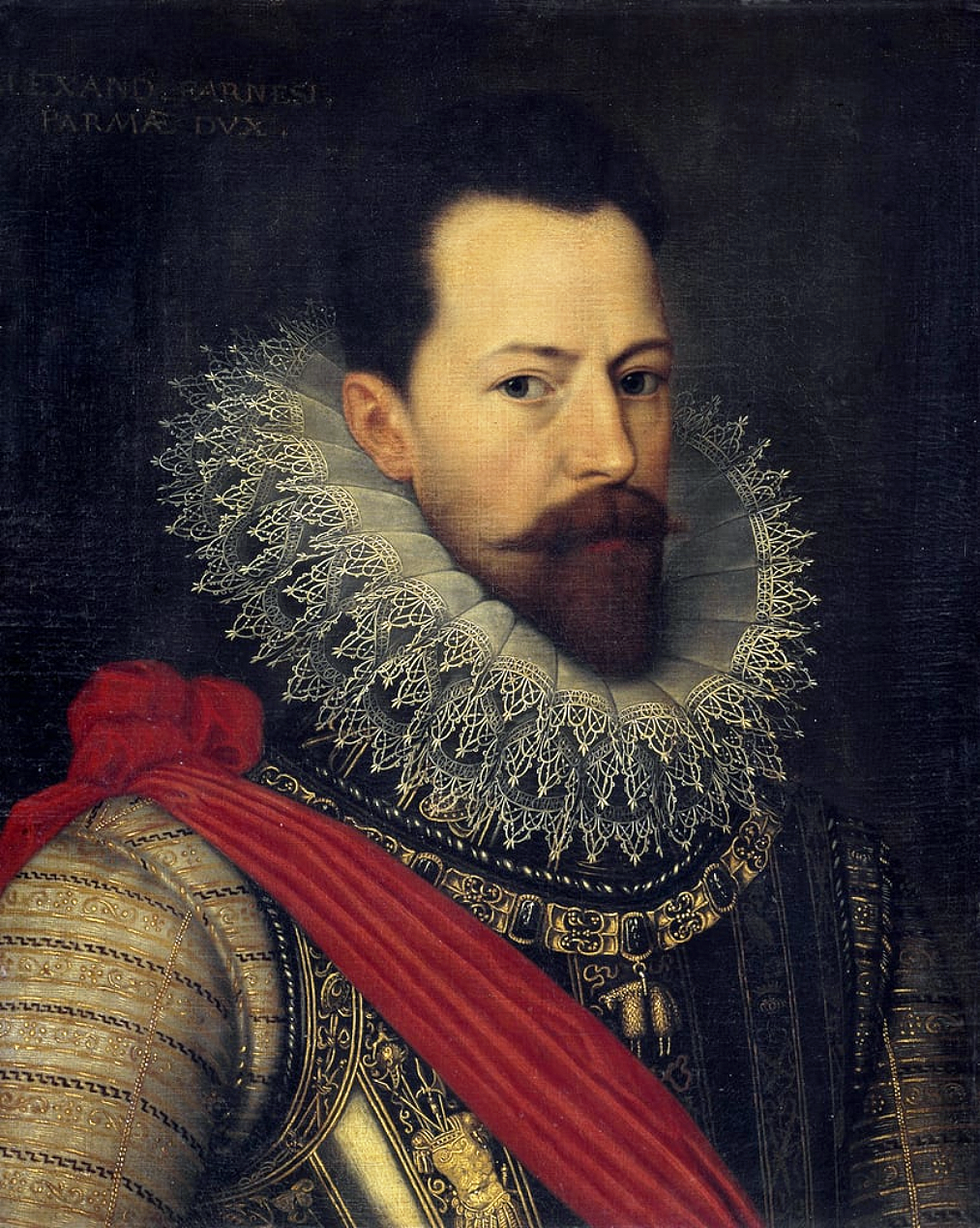
Alexander Farnese

Parma had op 20 oktober 1581 het laatste Staatse bolwerk ingenomen in het graafschap Henegouwen met zijn beleg en inname van Doornik. Het leger van Parma bestond uit 56.550 man voetvolk, vierenhalfduizend ruiters, dat de koning maandelijks 642.356 gulden kostte. Het grootste deel van het leger lag in bezetting waardoor hij niet meer dan dertigduizend man naar het slagveld kon brengen. Onbekend is het aantal soldaten die Parma meebracht naar Vlaanderen. Hij had de helft van zijn leger verplaatst naar het graafschap Vlaanderen en zijn oog laten vallen op Oudenaarde. Tijdens de belegering van Doornik had Parma de omgeving van Oudenaarde al laten verkennen.
Oudenaarde werd gescheiden door de Schelde, maar de delen waren met elkaar verbonden met een brug. Parma intussen had enkele oversten opdracht gegeven om met schuiten rondom de stad strategische plaatsen te bezetten om de stad af te snijden tegen een eventueel ontzet vanuit Gent. Om die reden werd onder andere Gaveren veroverd, voorheen een bezit van Lamoraal van Egmont. Parma liet een brug over de Schelde bouwen om Gent te blokkeren en liet deze zwaar bewaken. In de richting van Aalst liet hij enkele schansen opwerpen. De Staatsen wisten Aalst in te nemen, waardoor vanuit die richting ook een mogelijk gevaar te verwachten was. Daarnaast liet hij linies aanleggen, deze verhogen wegens hoog water. Hij had de stad laten bespieden en was zodoende op de hoogte dat er een geringe bezetting aanwezig was dat voornamelijk bestond uit oude en getrouwde soldaten.
La Nove had vlak voor Parma's komst de vestingwerken verbeterd. De stadswallen waren versterkt, zeven ravelijnen rondom de stad gebouwd, zodat de stad nu buiten de muren verdedigd kon worden. La Nove had opgeschept dat de stad onneembaar was geworden, en gaf haar de bijnaam "Kleyn Rochel". Oudenaarde had tijdens de komst van Parma slechts een klein garnizoen van slechts 500 soldaten, onder leiding van Frederik van der Borcht die door Willem van Oranje aangesteld was. Ondanks een kleine bezetting waren er binnen de muren ook burgers die een haat hadden tegen het katholieke geloof, gewapend en strijdlustig waren. Daarnaast waren ook veel boeren binnen de muren. Op 8 april kwam Parma en zijn leger voor de stad.

## Beleg

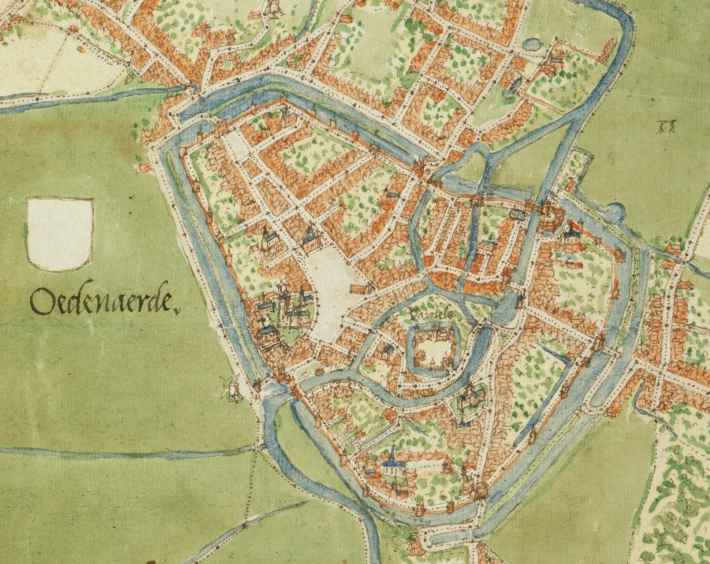
Oudenaarde op de Deventer-kaart (rond 1558)

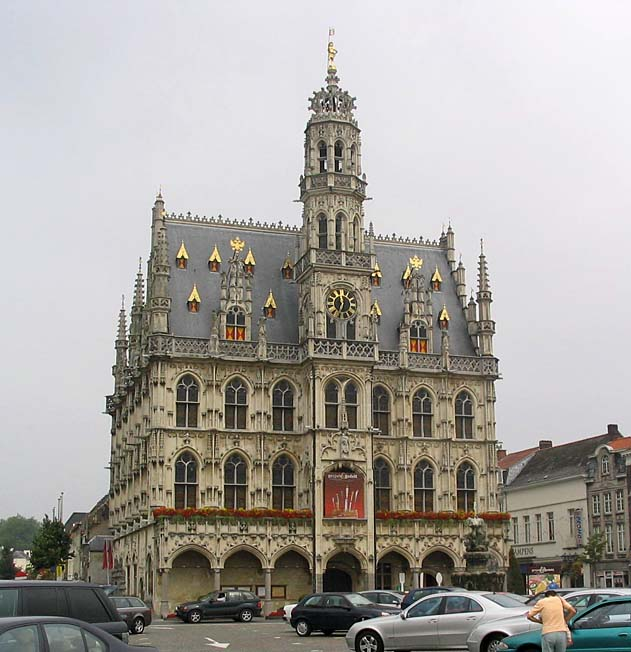
Stadhuis van Oudenaarde (1525-1536)

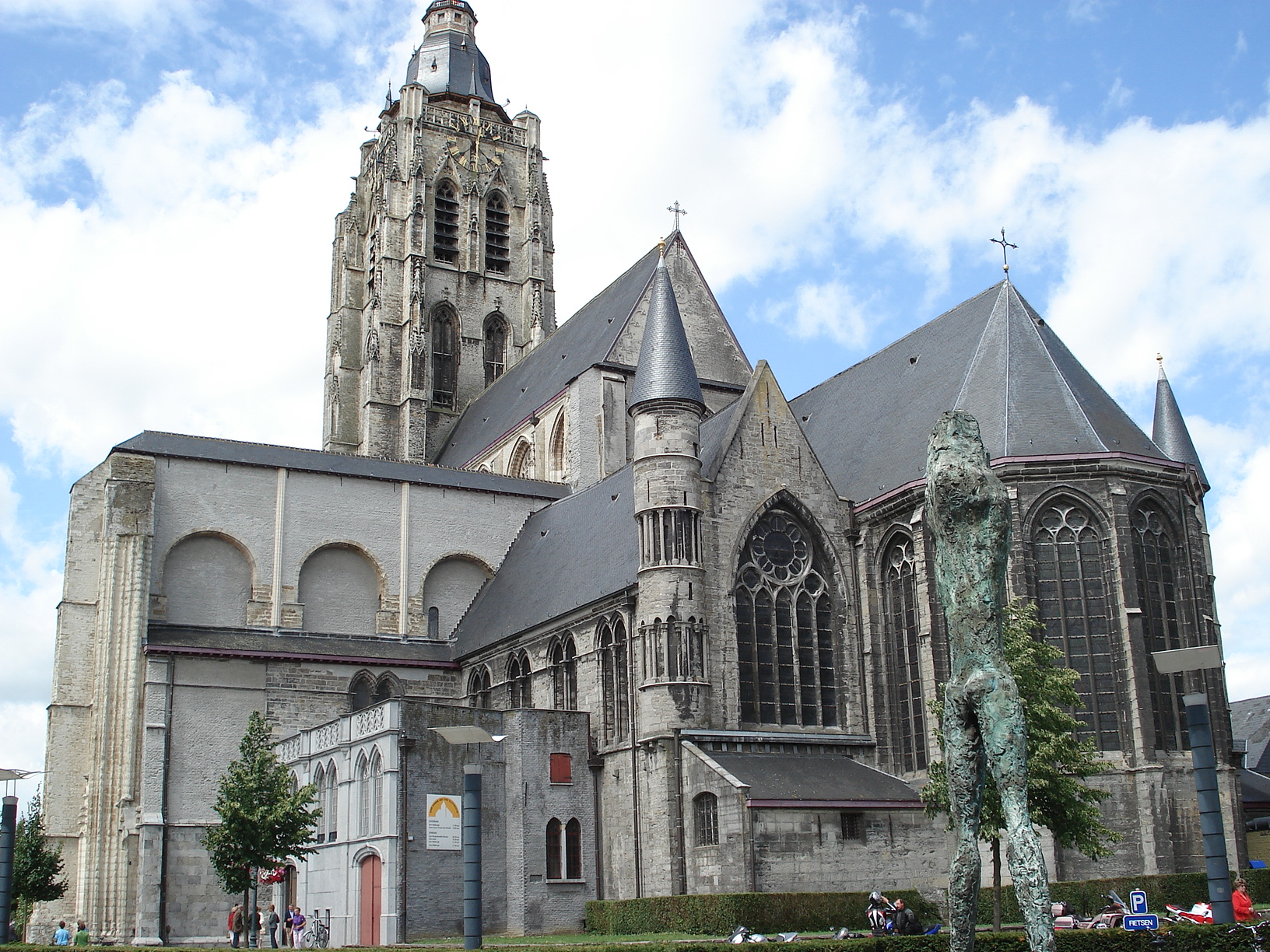
Sint-Walburgakerk (1150-1620)

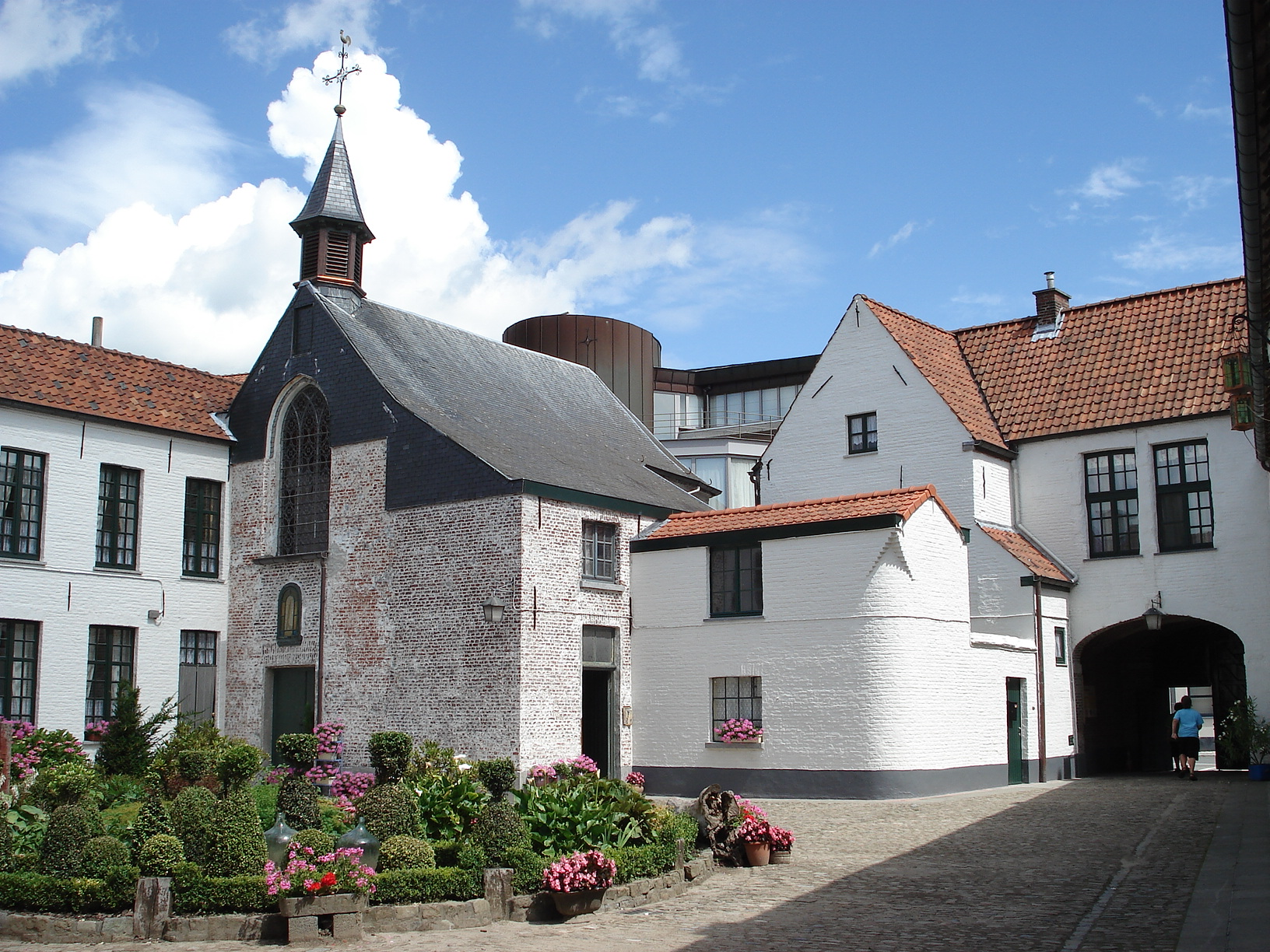
Begijnhof van Oudenaarde

Vanaf een heuvel liet Parma, na het houden van een krijgsraad, het beleg op de stad beginnen. Met een veldslang werden enkele huizen omver geschoten. Intussen had men ook binnen de stad last van het hoge water en de zware regenval. De borstweringen werden aangetast, alles wat daar ter versteviging aangebracht werd spoelde meteen weer weg. Intussen opende Parma een tweede front, hij liet een ravelijn voor de Gentsepoort bestormen. Ook Parma ondervond hinder van het hoge water, het beekje dat voor het ravelijn lag was niet meer te passeren. Nu lag daar een dijkje waarvan de Spanjaarden gebruik wilden maken. Zij hadden 's nachts het dijkje versterkt en probeerden volgende ochtend gewapend met takkenbossen en ander materiaal het dijkje geschikt te maken voor passage. Vanaf de wallen zagen de verdedigers dit lachend aan en ondernamen geen tegenactie. Men dacht dat Parma de soldaten opdracht had gegeven om de gracht te dempen. Te laat ontdekten zij de ware reden. De aanvallers hadden enkele veldstukken achter het dijkje geplaatst waarmee ze het volk van het ravelijn af kon jagen. De bezetters van dit ravelijn vluchtten nu over de brug de stad in. De Spanjaarden namen daarop meteen het ravelijn in. Nu konden zij daarin zwaar geschut tegen de stad inzetten. Om de brug te kunnen veroveren werd het naastgelegen bolwerk en waltoren met kanonnen bestookt. In de stad zaten ze intussen niet stil, men sloopte de brug.

### Opstoot
Parma had intussen met een heel ander probleem te kampen. Er was geld uit Spanje gekomen, dat werd als soldij uitgedeeld onder de soldaten als aanmoediging van de strijd. Plotseling was er binnen het leger een felle opstoot. Een groepje Duitse soldaten had zich afgezonderd van de rest. Zij hadden opzettelijk het dubbele ontvangen. Parma stoof er met zijn ritmeester Rubaes op zijn paard naartoe. De soldaten merkten niet eens dat Parma verschenen was. Parma was getuige van twee soldaten die elkaar in de haren vlogen. Parma greep een toekijkende soldaat bij zijn kraag en gaf bevel hem meteen op te laten hangen. Het misverstand werd snel opgehelderd. De onschuldige soldaat mocht zichzelf weer toevoegen in zijn compagnie. Rubaes gaf bevel aan zijn ruiters om het opstandige regiment volledig te omsingelen. Daarna gaf hij het bevel aan de overste van dat regiment om die twee soldaten, die het meeste schuld hadden aan de rel, over te dragen. Twintig werden er uiteindelijk overgeleverd, die allemaal ter plekke werden opgehangen. Parma ging weer over tot de orde van de dag en hervatte de uitbetalingen.

### Uitval
Na de opstoot was de rust weergekeerd en kon het beleg weer worden hervat. Door de inname van het voorwerk was de frontlijn ter hoogte van de gracht verplaatst. Plotseling ondernam men vanuit Oudenaarde een felle uitval. Ze wisten daarbij meerdere Duitsers te doden en de rest op de vlucht te doen slaan. Het schijnt dat Parma persoonlijk een piek uit de handen trok van een vluchtende soldaat en de ingang tot het ravelijn verdedigde. Totdat iemand "te wapen" riep en van alle kanten versterking kwam opdagen. Nu leden de Oudenaardenaren veel verliezen. Er vielen veel doden. De aanval werd afgeslagen. Parma beval de sappeurs verder te graven, de gracht te dempen en de muren te ondermijnen. Dat was een hele klus omdat de Oudenaardenaren met brandend stro, pek en teer van de muren smeten. De loopgraven raakten in brand waardoor ettelijke sappeurs om het leven kwamen. Intussen werd alle moeite ondernomen om een genoegzame bres in de muur te maken voor een bestorming. Het Franse leger van Anjou probeerde verschillende keren een ontzet te bieden, maar dat leger bleek te zwak.

### Parma's wonder

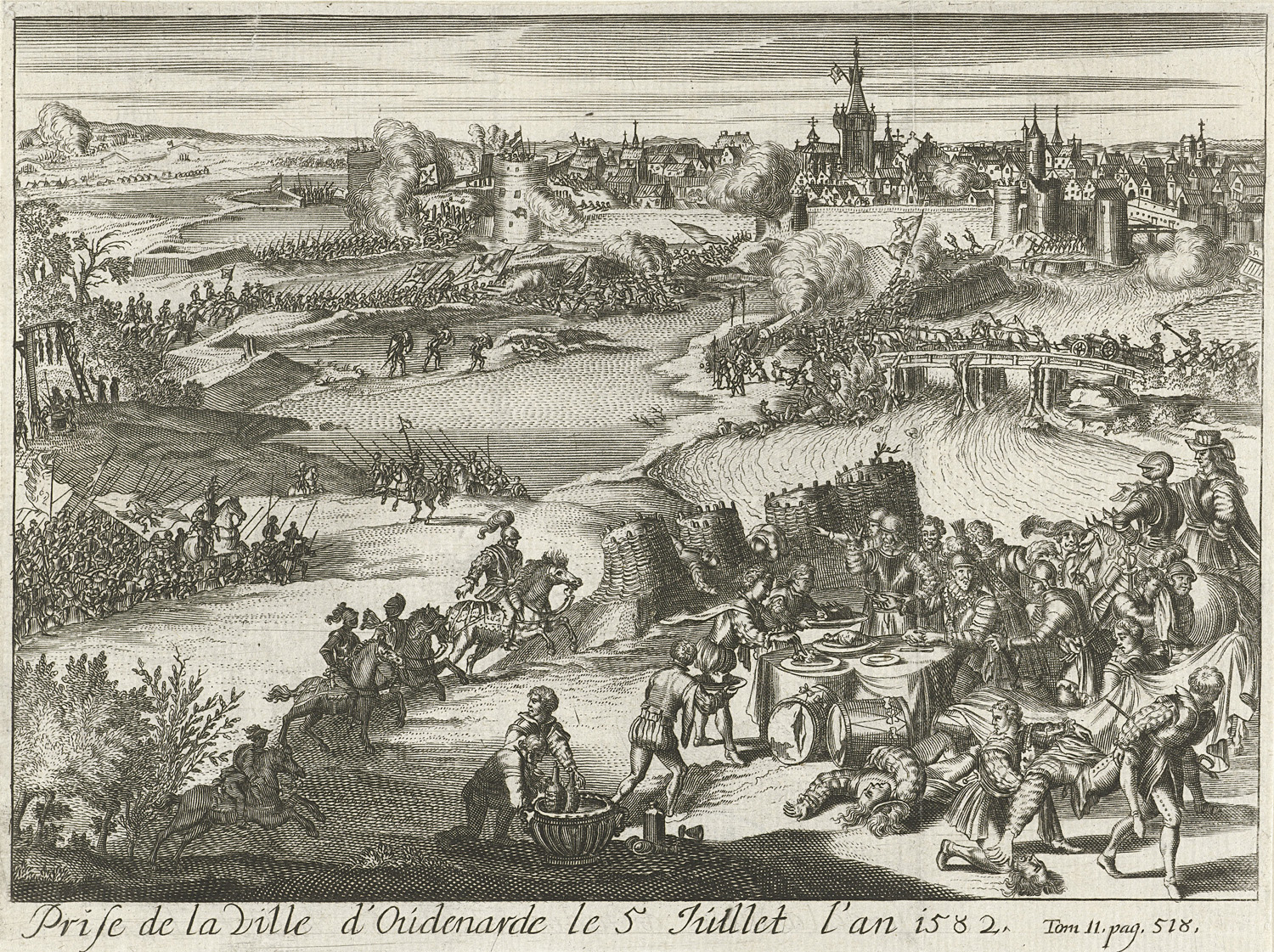
Parma's wonder. Fantasie tekening uit de 17e eeuw. (Collectie: Rijksmuseum Amsterdam)

Parma was met Valentijn, heer van La Motte de omgeving van de stad aan het bezichtigen. Om te zien wat de beste plek zou zijn om batterijen geschut op te stellen voor het bresschieten. Parma had niet ver van de stad dicht bij een schans een maaltijd voor zijn gasten laten oprichten. Het was de bedoeling dat tijdens het nuttigen van een maaltijd tevens krijgsraad zou worden gehouden. Over een aantal bij elkaar geplaatste trommels waren lakens gespreid met daarop het eten. Parma ging aan tafel zitten samen met La Motte, Rubaes, Arembergh en Montigny. Ze hadden net plaats genomen, toen een Waalse hopman aan tafel verscheen om te vragen of hij de eerste bestorming van de stad mocht beginnen. Op dat moment kwam plotseling een kanonskogel aanvliegen die het hoofd van de Waalse hopman verbrijzelde. Door stuk bot uit zijn hoofd verloor de heer van Manuyn zijn oog. Een geweldiger uit het Duitse regiment die aanwezig was raakte zijn halve gezicht kwijt. Bij ander werd zijn bekken verbrijzeld. De gasten waren helemaal besmeurd onder de resten van de slachtoffers. Daardoor moesten zij noodgedwongen het banket te verlaten. Parma bleef aan de tafel zitten. hoewel hij rouwde om het verlies van de jonge hopman, van wie hij in de toekomst hoge verwachtingen had. Hij gaf de soldaten het bevel om de slachtoffers te begraven en nieuwe lakens en eten te brengen. Net als een jaar eerder tijdens zijn beleg van Doornik ontsnapt Parma wonderbaarlijk aan een inslag van een kanonskogel. Mansfeld die bezorgd was, verzocht Parma wat voorzichtiger te zijn, dat hij en de zijnen zich aan het gevaar moesten onttrekken. Parma antwoordde dat anderen voor zich zelf moesten zorgen, maar dat niemand zich er op zou kunnen roemen dat zij Parma van zijn plaats hadden kunnen krijgen. Parma zette wel haast achter de bestorming. Er gingen geruchten van een mogelijk ontzet.

### Overgave
Het grootste deel van de muur tussen het bolwerk naast de poort en het rondeel was inmiddels ingestort. De gracht was gevuld met het puin daarvan. Na een lang en hevig gevecht moesten de verdedigers uiteindelijk de stadspoort opgeven. Echter in de ochtend zagen de aanvallers nieuwe verschansingen die een houten palissade in de vorm van een halve maan opgeworpen hadden met spitse punten. Daarachter was een aarden wal opgeworpen met een borstwering. Op het moment dat de bres geschikt was voor een bestorming eisten Parma's soldaten geld, voordat zij deze bestorming wilden ondernemen. Dat geld kregen zij. De tijd die het kostte om te onderhandelen daarover werd nuttig gebruikt door de verdedigers van Oudenaarde om de bres weer te dichten en de halve maan op te werpen. De situatie begon desalniettemin uitzichtloos te worden voor Oudenaarde. Er werd gesproken over overgave op voorwaarden. Zowel in de stad als in het leger van Parma. Het beleg had reeds veel levens gekost, ontzet kon niet langer meer worden verwacht. Binnen de stad wilde men boven alles gunstige voorwaarden om plundering van de stad te voorkomen, de soldaten in Parma's leger dachten aan rijke buit. Frederik van de Borcht wilde doorzetten omdat er nog voldoende levensmiddelen waren om een beleg vol te houden, echter de burgers legden de wapens neer. Buiten hem om hebben zij uiteindelijk een overeenkomst gesloten. Parma daarentegen wilde de stad graag heelhuids innemen, omdat zijn moeder Margaretha van Parma hier geboren was. Hij vroeg daarom slechts dertigduizend gulden. (Vergelijk de tweehonderdduizend gulden die Doornik moest opbrengen) Het geld liet hij meteen onder de soldaten uitdelen. Verder golden dezelfde voorwaarden als bij Doornik, de hervormden moesten de stad verlaten hun spullen verkopen en binnen drie maanden vertrokken zijn. De bezetting verliet de stad met vliegend vaandel, brandende lont en volle krijgseer.

## Nasleep

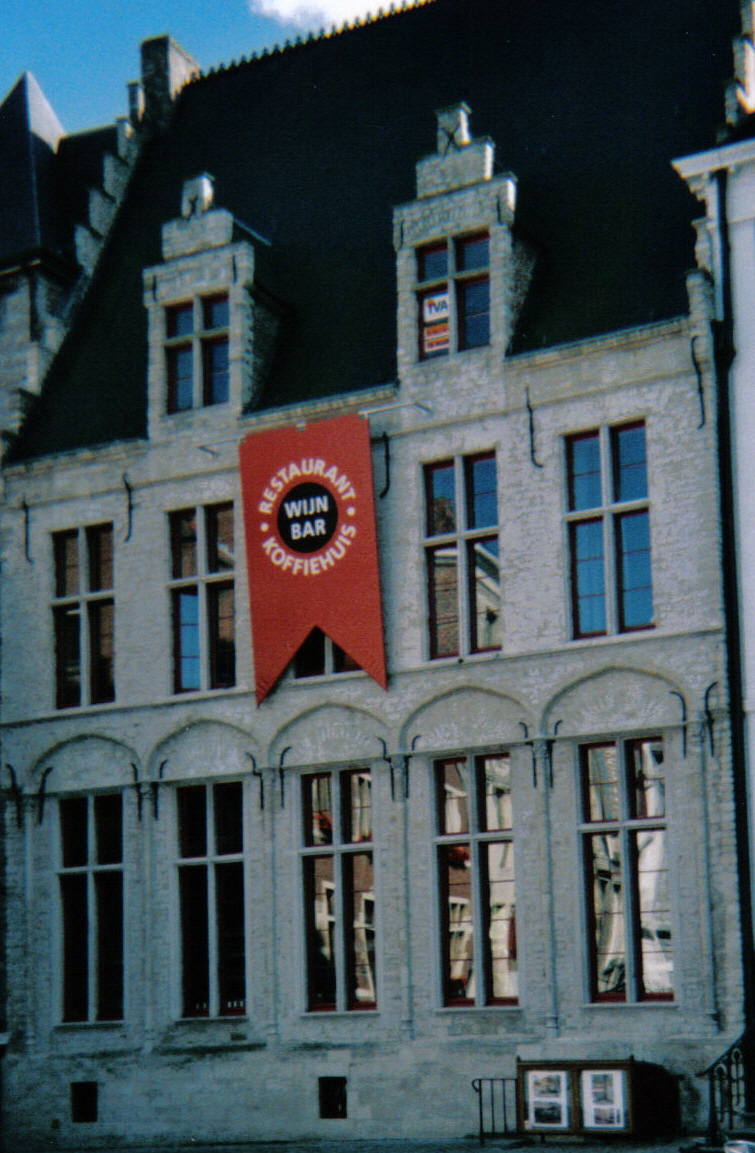
Huis van Parma

Enkele dagen na de overgave trok Parma de stad in. In een katholieke dienst sprak hij een dankwoord uit en stelde Manuyn Aubermont als nieuwe stadhouder aan. Hij plaatste enkele Duitse en twee Waalse compagnieën in de stad. Hij verbleef enkele dagen in de stad, totdat hij nieuws vernam over de aankomt van Spaanse en Italiaanse versterkingen in Luxemburg. Hij was verheugd daarover en trok naar Luxemburg om zich aan te sluiten. De hervormden kregen echter een generaal pardon en mochten in de stad blijven wonen, mits ze trouw zwoeren aan de Spaanse koning en leefden zonder ergernis aan katholieken. Waarschijnlijk hebben daar niet veel mensen gebruik van gemaakt en zullen de stad hebben verlaten. Er was na de inname nog een Frans ontzettingsleger onderweg naar Oudenaarde. Dat bestond uit vijftienhonderd Duitse ruiters die eerder onder Karel van Mansfeld hadden gediend. Die ruiters hadden zich aangesloten bij het Franse voetvolk onder bevel van graaf de Rochepot. Deze troffen op 2 augustus in Sint-Winoksbergen de andere helft van Parma's leger aan. Er volgde een bloedig gevecht tussen de legers waarbij veel doden aan beide kanten vielen en het Franse ontzettingsleger uiteen werd geslagen. Oudenaarde was voorheen een zeer welvarende stad geweest, door de oorlog trokken veel hervormden weg waardoor er een leegloop ontstond. Alleen al in de maand augustus van dat jaar verlieten ongeveer vijftig aanzienlijke families Oudenaarde. Met in hun kielzog de belangrijkste werklieden. De Oudenaardse tapijtweverij kwam daardoor op een dieptepunt.